# A-punkt
En A-punkt är ett ärende inom Europeiska unionens råd som företrädarna i Ständiga representanternas kommitté (Coreper) eller Särskilda jordbrukskommittén (SJK) har uppnått enighet kring och som därför inte kräver vidare förhandlingar i rådet. Sådana punkter kan antas av rådet utan ytterligare diskussion och av vilken rådskonstellation som helst oavsett politikområde.
Det är fortfarande möjligt för en rådsmedlem eller Europeiska kommissionen att uttrycka sin ståndpunkt i samband med godkännandet av en A-punkt och låta denna ståndpunkt föras till protokollet. Om någon rådsmedlem eller kommissionen kräver det kan en A-punkt tas bort från dagordningen, såvida inte rådet beslutar annorlunda. På så sätt är det trots allt möjligt för en rådsmedlem att i sista stund stoppa godkännandet av en A-punkt om det skulle anses vara nödvändigt.
Uppdelningen av dagordningen i A- och B-punkter förekommer även i andra sammanhang, till exempel inom kommissionen.